# Andronikos z Rodos
Andronikos z Rodos (I w. p.n.e.) – filozof grecki, arystotelik, dziesiąty po Arystotelesie scholarcha Lykeionu. 
Uporządkował nabytą przez Apellikona i przewiezioną przez Sullę do Rzymu bibliotekę Arystotelesa. Za jego scholarchatu szkoła perypatetycka rozpoczęła działalność filologiczną. Był wydawcą i jednym z pierwszych komentatorów pism Arystotelesa i Teofrasta. Prawdopodobnie jest także twórcą tytułu dzieła Arystotelesa Metafizyka, od którego pochodzi pojęcie metafizyki. W pracy edytorskiej dopomagał mu Tyrannion. Pisma Andronikosa wywołały falę studiów i komentarzy do dzieł Arystotelesa w II w. n.e., m.in. Aleksandra z Afrodyzji, Adrastosa i Aspacjusza.